# パブロ・ヘナン・ドス・サントス
パブロ・ヘナン・ドス・サントス（Pablo Renan dos Santos、1992年3月18日 - ）は、ブラジル・パラー州トメアス出身のサッカー選手。モレイレンセFC所属。ポジションはDF（センターバック）。

## 経歴
地元クラブのパイサンドゥSCでキャリアをスタートさせ、カンピオナート・ブラジレイロ・セリエBやセリエCで6シーズンに亘りプレーした。
2017年7月23日、プリメイラ・リーガのCSマリティモに3年契約で移籍した。SCブラガへ移籍した同郷のハウー・シウヴァの穴を埋め、2017-18シーズンに25試合に出場。2018年2月24日のヴィトーリアSC戦では加入後初ゴールを記録した。
2018年7月9日、SCブラガに5年契約で移籍。デビュー戦となった8月19日のCDサンタ・クララ戦では先制点を挙げた。
2020年1月30日、ロシア・プレミアリーグのFCルビン・カザンへ買い取りオプション付きの期限付き移籍で加入した。
2020年8月19日、スュペル・リグに昇格したハタイスポルへシーズンローンとなることが発表された。